# BYD e5
Der BYD e5 ist eine elektrisch angetriebene Limousine des chinesischen Automobilherstellers BYD.

## Geschichte
Das auf dem BYD Su Rui basierende Fahrzeug kam im Frühjahr 2016 als e5 300 in China in den Handel. Im Gegensatz zum mit dem gleichen Motor angetriebenen BYD Qin EV 300 hatte der e5 einen niedrigeren Anschaffungspreis.

## Technische Daten
Angetrieben wird der e5 von einem 160 kW (218 PS) starken Elektromotor mit einem maximalen Drehmoment von 310 Nm. Die Höchstgeschwindigkeit des Fahrzeugs liegt bei abgeregelten 130 km/h. Die Reichweite wurde bis 2018 mit 305 km und wird seitdem mit 400 km angegeben.